# Simón I de Saarbrücken
Simón I de Saarbrücken (m. después de 1183) fue un noble alemán. Fue el segundo conde de Saarbrücken (de), desempeñando el cargo en el período 1135-1183.

## Vida
Simón era un hijo de Federico de Saarbrücken (m. 1135) y su esposa Gisela de Lorena (n. h. 1100), hija de Teodorico II de Lorena. Sucedió a su padre como conde de Saarbrücken en 1135. Su hermano menor, Adalberto II se convirtió en arzobispo de Maguncia en 1138.
Después de su muerte, el condado fue dividido. Su hijo mayor, Simón II heredó un condado de Saarbrücken menor; su hijo menor, Enrique I fundó el nuevo Condado de Zweibrücken.

## Matrimonio y descendencia
Simón se casó con Matilde, probablemente una hija del conde Meginhardo I de Sponheim. Tuvieron los siguientes hijos:
- Simón II (de) (m. después de 1207), sucesor como conde. Se casó antes de 1180 con Lutgarda (m. después de 1239), una hija u otro pariente cercano de Emich III, conde de Leiningen. Uno de sus hijos fue Simón III, otro fue Federico III (m. 1237), quien heredó el condado de Leiningen.
- Enrique I (de) (m. 1228), se casó con Eduvigis (m. después de 1228), una hija de Federico I de Lorena. Se convirtió en conde de Zweibrücken.
- Federico (m. antes de 1187)
- Godofredo, un canónigo en Maguncia
- Adalberto (m. después de 1210), archidiácono en Maguncia
- Juta (m. antes de 1223), se casó con Folmar II, conde de Blieskastel, hijo de Folmar I (m. después de  1179), y Clemencia de Metz.
- Sofía (m. después de 1215), se casó con Enrique III de Limburgo (1140-1121)
- Inés (m. antes de 1180), se casó con Günther III, conde de Schwarzburg (m. después de 1197)